# Pseudomorpha alleni
Pseudomorpha alleni är en skalbaggsart som beskrevs av Vandyke. Pseudomorpha alleni ingår i släktet Pseudomorpha och familjen jordlöpare. Inga underarter finns listade i Catalogue of Life.